# Baeolophus
Genre
Le genre Baeolophus comprend cinq espèces de mésanges du continent américain, autrefois classées dans le genre Parus.

## Liste des espèces
D'après la classification de référence (version 2.2, 2009) du Congrès ornithologique international (ordre phylogénique) :
- Baeolophus wollweberi – Mésange arlequin
- Baeolophus inornatus – Mésange unicolore
- Baeolophus ridgwayi – Mésange des genévriers
- Baeolophus bicolor – Mésange bicolore
- Baeolophus atricristatus – Mésange à plumet noir

## Répartition géographique

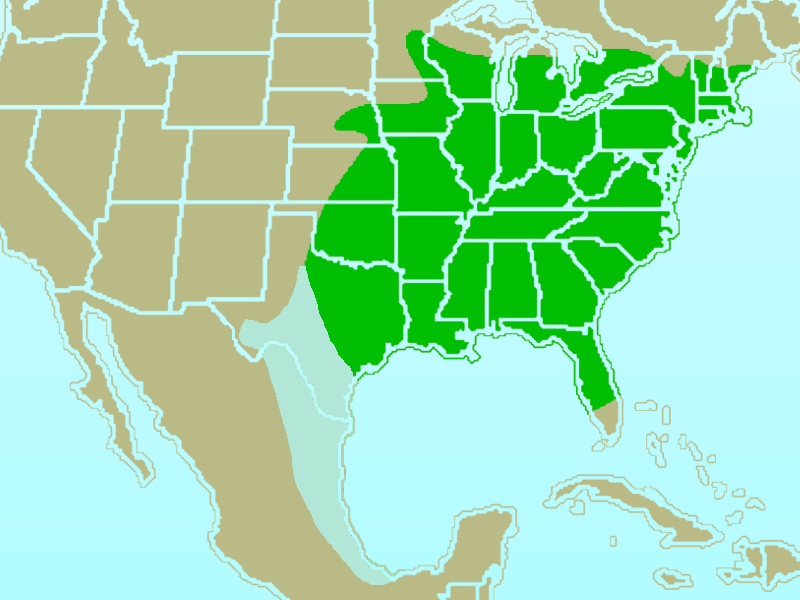
Baeolophus bicolor